# Shōnai-Erdbeben 1894
Das Shōnai-Erdbeben (jap. 庄内地震 Shōnai jishin) ereignete sich am 22. Oktober 1894 in der Region Shōnai auf dem heutigen Gebiet der Stadt Sakata im damaligen Landkreis Akumi der japanischen Präfektur Yamagata. 
Laut offiziell bestätigtem Bericht wurden 14.118 Häuser und Gebäude beschädigt und 2.148 brannten ab. In dem beschädigten Gebiet wurden 726 Menschen getötet und 8.403 Menschen verletzt. In Sakata brach ein großflächiges Feuer aus, und in der Umgebung der Shōnai-Ebene wurden viele Fälle von rissiger Erde, sinkendem Boden und Wasserfontänen beobachtet.